# Chris Womersley (Schriftsteller)
Chris Womersley (* 1968, Melbourne, Victoria, Australien) ist ein australischer Autor von Romanen, Kurzgeschichten und Gedichten.

## Leben
Womersley wurde zum Radiojournalisten ausgebildet. Er bereiste intensiv Süd- und Südostasien, Nord- und Südamerika und Westafrika. Zurzeit lebt und arbeitet er in seiner Geburtsstadt.

## Auszeichnungen und Preise
- 1998: The Australian Short Story Competition: Belobigung für seine Kurzgeschichte Men and Women.
- 2006: Victorian Premier's Literary Award, auf der Vorschlagsliste für den Prize for an Unpublished Manuscript by an Emerging Victorian Writer für The Low Road.
- 2007: Gewinner des Josephine Ulrick Literature Prize für die Kurzgeschichte The Possibility of Water.
- 2008: Gewinner des Ned Kelly Award/Bester Erstlingsroman for Crime Writing für The Low Road.
- 2011: Auf der Vorschlagsliste zur ALS (Australian Literature Society) Gold Medal für Bereft.
- 2011: Auf der Vorschlagsliste für den Miles Franklin Award für Bereft.
- 2012: Gewinner Best Australian Stories für A Lovely and Terrible Thing.

## Veröffentlichungen
Kurzgeschichten
- 1998: Men and Women.
- 2007: The Possibility of Water.
- 2012: A Lovely and Terrible Thing.

Romane
- 2007: The Low Road.
- 2012: Bereft. Silver Oak, New York City, USA, ISBN 978-1-402798139.
  - 2013: deutsch von Thomas Gunkel: Beraubt. Deutsche Verlags-Anstalt, München, ISBN 978-3-421-04572-0.[1]
- 2013: Cairo. Scribe, Brunswick, Victoria, Australien, ISBN 978-1-922070517.